# ماكسيميليان بروكنر
ماكسيميليان بروكنر (بالألمانية: Maximilian Brückner)‏ هو ممثل ألماني، ولد في 10 يناير 1979 في ألمانيا.
السبد شريطي الأجنحة

## وصلات خارجية
- ماكسيميليان بروكنر على موقع IMDb (الإنجليزية)
- ماكسيميليان بروكنر على موقع مونزينجر (الألمانية)
- ماكسيميليان بروكنر على موقع ألو سيني (الفرنسية)
- ماكسيميليان بروكنر على موقع ميوزك برينز (الإنجليزية)
- ماكسيميليان بروكنر على موقع أول موفي (الإنجليزية)
- ماكسيميليان بروكنر على موقع قاعدة بيانات الأفلام السويدية (السويدية)
- ماكسيميليان بروكنر على موقع قاعدة بيانات الفيلم (الإنجليزية)
- ماكسيميليان بروكنر على موقع كينوبويسك (الروسية)